# الحارث بن عقبة
الحارث بن عُقْبة بن قابوس المزني (المتوفي سنة 3 هـ) صحابي من قبيلة مزينة، قدم مع عمه وَهْب بن قابوس من جبل مُزَينة بغَنَمٍ لهما المدينة المنورة، فوجدا المدينة خالية، فسألوا الناس، فأخبروهما أن المسلمين يقاتلون المشركين عند جبل أحد، فأسلما وذهبا إلى النبي، وقاتلا معه قتالاً شديداً، حتى قُتلا، فكان قتلهما في غزوة أحد في شوال سنة 3 هـ. فكان عمر بن الخطاب يقول: «إنَّ أحبَّ مَوْتة إليَّ موتة المزنيين».